# Symplecta (Psiloconopa) diadexia
Symplecta (Psiloconopa) diadexia is een tweevleugelige uit de familie steltmuggen (Limoniidae). De soort komt voor in het Oriëntaals gebied.